# 里爾歐洲站
里爾歐洲站（法語：Gare de Lille-Europe）是一個法国鐵路車站，位於法國城市里爾。里尔欧洲站和相邻的里尔佛兰德站共同组建了法国北部最大的旅客铁路中转站。

## 地理位置
里尔欧洲站位于法國北部，靠近比利時边境。车站位于法國高速鐵路北線上，主要停靠高速歐洲之星與TGV，同时也停靠大区高铁列车。
里爾歐洲站與里尔佛兰德站之間有一條500米的通道，並連接里爾地鐵。

## 历史
里尔欧洲站建成于1994年，与法国高速铁路北线同时投入运营。

## 本站可直达城市
| 里尔欧洲站出发可直达的城市 |                                                                               |
| - 为方便阅读，可到达的城市按照城市法语名的首字母顺序排序。 - 粗体字为法国省会城市，斜体字的城市仅周末或特定时段才能直达。 - 中文名称非官方正式翻译，仅供参考。 |                                                                               |
| 目的地所在大区或国家 | 可以直达的目的地                                                              |
| 法兰西岛 | 戴高乐机场、马恩拉瓦莱、马西、巴黎                                            |
| 奥弗涅-罗讷-阿尔卑斯 | 里昂、瓦朗斯（TGV站）                                                         |
| 勃艮第-弗朗什-孔泰 | 勒克佐TGV站                                                                   |
| 布列塔尼 | 洛里昂、坎佩尔、雷恩、圣马洛、瓦讷                                            |
| 中央-卢瓦尔河谷 | 圣皮耶尔德科尔（图尔）                                                        |
| 大东部 | 洛林TGV站、默兹TGV站、 兰斯（香槟-阿登TGV站）、斯特拉斯堡                     |
| 上法兰西 | 上皮卡第TGV站、 阿拉斯、滨海布洛涅、加来、敦刻尔克                            |
| 新阿基坦 | 昂古莱姆、Futuroscope、波尔多、普瓦捷                                         |
| 奥克西塔尼 | 贝济耶、蒙彼利埃、纳博讷、尼姆、佩皮尼昂、塞特                                |
| 卢瓦尔河地区 | 昂热、拉瓦勒、勒夸西克、勒芒、南特、圣纳泽尔                                  |
| 普罗旺斯-阿尔卑斯-蓝色海岸 | 艾克斯TGV站、阿维尼翁TGV站、 昂蒂布、戛纳、雷扎克、马赛、尼斯、圣拉斐尔、土伦 |
| 英国 | 阿什福德、埃贝斯弗特、伦敦                                                    |
| 比利时 | 安特卫普、布鲁塞尔                                                            |
| 荷兰 | 阿姆斯特丹、鹿特丹                                                            |
| 1. 2. 3. 4. 5. |                                                                               |

## 停靠线路
以下列车线路在里尔欧洲站停靠：
| 里尔欧洲站列车线路表            |          |                               |                                     |              |
| 线路                            | 车种     | 上一站                        | 下一站                              | 大致运行频率 |
| 巴黎—里尔                       | TGV      | 巴黎北/阿拉斯                 | （终点）                            | 每天5趟左右  |
| 巴黎—敦刻尔克                   | TGV      | 巴黎北                        | 敦刻尔克                            | 每天2~4趟    |
| 巴黎—加来/滨海布洛涅/杭杜费列   | TGV      | 巴黎                          | 加来                                | 每天3趟左右  |
| 尼斯/马赛/里昂—里尔/布鲁塞尔    | TGV      | 戴高乐机场/上皮卡第TGV/阿拉斯 | （终点）/布鲁塞尔                   | 每天5趟左右  |
| 佩皮尼昂/蒙彼利埃—里尔/布鲁塞尔 | TGV      | 戴高乐机场/上皮卡第TGV/阿拉斯 | （终点）/布鲁塞尔                   | 每天3趟左右  |
| 斯特拉斯堡—里尔/布鲁塞尔        | TGV      | 戴高乐机场                    | （终点）/布鲁塞尔                   | 每天2趟左右  |
| 波尔多—里尔                     | TGV      | 戴高乐机场/上皮卡第TGV        | （终点）                            | 每天3趟左右  |
| 勒夸西克/南特—里尔              | TGV      | 戴高乐机场/上皮卡第TGV        | （终点）                            | 每天3趟左右  |
| 圣马洛/洛里昂/雷恩—里尔         | TGV      | 戴高乐机场/上皮卡第TGV        | （终点）                            | 每天2趟左右  |
| 波尔多—里尔                     | TGV      | 戴高乐机场/上皮卡第TGV        | （终点）                            | 每天3趟左右  |
| 布鲁塞尔—伦敦                   | Eurostar | 布鲁塞尔                      | 加莱弗雷敦/阿什福德/埃贝斯菲特/伦敦 | 每天9趟左右  |
| 马赛—伦敦                       | Eurostar | 马恩拉瓦莱-谢西               | 阿什福德                            | 每周3趟左右  |
| 阿拉斯—里尔                     | TERGV    | 阿拉斯                        | （终点）                            | 每天1~2趟    |
| 里尔—敦刻尔克                   | TERGV    | （起点）                      | 敦刻尔克                            | 每天2趟左右  |
| 里尔—布洛涅                     | TERGV    | （起点）                      | 加莱弗雷敦                          | 每天2趟左右  |
| 1. 2. 3.                        |          |                               |                                     |              |

## 配套交通

### 大巴车
里尔欧洲站对应的大巴车上下车地点位于车站东侧的广场上。欧洲各大汽车客运公司均开通了由巴黎经里尔前往比利時、荷蘭、英國以及德國北部方向的大巴车，同时还可通过巴黎中转前往法国各地。
短途客运大巴的上下车地点主要位于里尔弗朗德站门口，可步行10分钟前往。

### 市内交通
里尔欧洲站对应的公交车站名称为“Gare Lille Europe”，停靠该站的线路包括里尔地铁2号线、里尔有轨电车（tramway）R线、T线，以及里尔公交12路、50路、86路、88路、91路和L91路。